# Morella Zuleta
Morella Zuleta González (Cali, Colombia; 29 de agosto de 1974) es una actriz y bailarina colombiana. Estudió Bachillerato Artístico en Incolballet (Cali, Colombia), Coreografía de la Danza y Actuación y Doblaje (Centro televisivo Di Roma, Italia), Ballet de las Américas, Escuela de Actuación "Histrion", Taller de Actuación Personalizado, Taller de Actuación La Emoción, Laboratorio Teatral "Actuemos". Ha participado en varias novelas y en obras de teatro, además de dominar los idiomas español e italiano. Es hija del filósofo y escritor Estanislao Zuleta.

## Televisión
| Año  | Telenovela                             | Personaje                       |
| ---- | -------------------------------------- | ------------------------------- |
| 1995 | La sombra del deseo                    |                                 |
| 1996 | Fuego verde                            |                                 |
| 2000 | La caponera                            | Reparto                         |
| 2001 | Padres e hijos                         | Reparto                         |
| 2002 | Historias de hombres solo para mujeres |                                 |
| 2002 | María Madrugada                        |                                 |
| 2003 | Pedro el escamoso                      | Shirley Lorena (Miss Finlandia) |
| 2003 | Ángel de la guarda mi dulce compañía   |                                 |
| 2003 | El auténtico Rodrigo Leal              | Amalia Guerrero                 |
| 2004 | Dora, la celadora                      | Diana Ortiz                     |
| 2006 | La hija del mariachi                   | Aurora                          |
| 2009 | Las trampas del amor                   | Victoria                        |
| 2010 | Salvador de mujeres                    | Victoria                        |
| 2010 | Tu voz estereo                         | Unitario                        |
| 2011 | Confidencial                           | Unitario                        |
| 2012 | Mujeres al límite                      | Unitario                        |
| 2012 | Historias clasificadas                 | Elena / Andrea                  |
| 2013 | Allá te espero                         | Norma                           |
| 2016 | La niña                                | Maria Jimena                    |
| 2017 | Hermanos y hermanas                    |                                 |
| 2023 | Ana de nadie                           | Sofia Vargas                    |

## Cine
| Año  | Película              |
| ---- | --------------------- |
| 2006 | Anillo de compromiso  |
| 2007 | Esto huele mal        |
| 2007 | Buscando a Miguel     |
|      | Martinis al atardecer |

## Teatro
| Obra                        |
| --------------------------- |
| Doña Flor y sus dos maridos |
| Juego de muchachos          |
| Antes del desayuno          |
| Los ángeles sí tienen sexo  |
| El Club del tropel          |
| Matando al director         |
| Intimo                      |